# News.com.au
news.com.au es un sitio web australiano propiedad de News Corp Australia. Tenía 9,6 millones de lectores únicos en abril de 2019 y cubre noticias, estilos de vida, viajes, entretenimiento, tecnología, finanzas y deportes nacionales e internacionales.

## Personal
La organización emplea a unos 80 periodistas, entre ellos Samantha Maiden como editora política nacional, y Joe Hildebrand como colaborador.

## Análisis web
Según el proveedor externo de análisis web Alexa, news.com.au fue el sitio web número 19 más visitado en Australia en julio de 2015. SimilarWeb califica el sitio como el tercer sitio web de noticias más visitado en Australia, y atrae a más de 18 millones de visitantes por mes. Nielsen Online Ratings calificó a news.com.au como el sitio web de noticias más popular de Australia en enero de 2015.
Si bien se clasificó con frecuencia como el sitio web de noticias australiano número uno visitado en Australia durante 2019, en junio de 2020, news.com.au ha caído al tercer sitio web de noticias más visitado en Australia después de ABC News Online y Daily Mail Australia.